# Liohippelates robertsoni
Liohippelates robertsoni är en tvåvingeart som först beskrevs av Curtis W. Sabrosky 1941.  Liohippelates robertsoni ingår i släktet Liohippelates och familjen fritflugor. Inga underarter finns listade i Catalogue of Life.